# Jacques Torrens
Pour les articles homonymes, voir Torrens.
Jacques Torrens, est un acteur, ingénieur du son et directeur artistique français, né le 25 juillet 1923 à Sartrouville et mort le 8 août 2000 à Saint-Valery-en-Caux.
Spécialisé dans le doublage, Il a notamment été la voix du chien Scooby-Doo dans la série animée éponyme avant d'être remplacé par Eric Missoffe.

## Filmographie
- 1945 : François Villon de André Zwoboda
- 1947 : Le Destin exécrable de Guillemette Babin de Guillaume Radot : Fouquembières
- 1948 : Le Mystère Barton de Charles Spaak : Franck
- 1951 : Ce coquin d'Anatole de Émile Couzinet : Paul Paufilat
- 1952 : Buridan, héros de la tour de Nesle de Émile Couzinet : Paul Buridan
- 1952 : Le Curé de Saint-Amour de Émile Couzinet : Jacques
- 1954 : Gamin de Paris de Georges Jaffé
- 1956 : Opération Tonnerre de Gérard Sandoz : Guy Lormois
- 1956 : Mon curé champion du régiment de Émile Couzinet : André
- 1957 : I dritti de Mario Amendola : Carlo
- 1974 : Six alcooliques en quête d'un médecin (court métrage)

### Télévision
- 1961 : En votre âme et conscience - téléfilm : Jugez-les bien[3]
- 1975 : Au théâtre ce soir : La Nuit du 16 janvier d'Ayn Rand, mise en scène André Villiers, réalisation Pierre Sabbagh, Théâtre Édouard VII - le juge Wilson

#### Série télévisée
- Zora la rousse : narrateur, le garde forestier, voix additionnelles

## Théâtre
- 1950 : Les justes d’Albert Camus, mise en scène d’Hebertot, en remplacement de Serge Regianni à partir de la centième représentation.

- 1952 : Les Compagnons de la marjolaine de Marcel Achard, mise en scène Yves Robert, Théâtre Antoine

## Doublage
- 1951[n 1] : L'Homme au complet blanc : Harry (Duncan Lamont)
- 1959 : Ben-Hur : Joseph, le charpentier (Laurence Payne)
- 1962 : Le Jour le plus long : l'aide du général Cota[Qui ?]
- 1964 : Spartacus et les Dix Gladiateurs : Metodio (Frank Oliveras)
- 1964 : Becket : un moine de Canterbury (Alex Scott)
- 1966 : Arizona Colt : le joueur de Poker au Saloon (Fulvio Mingozzi)
- 1967 : Sept Winchester pour un massacre : le shérif de Durango (Giulio Maculani)
- 1968 : Ciel de plomb : Roger Pratt (Rick Boyd)
- 1968 : Romeo et Juliette : Tybalt (Michael York)
- 1968 : Les colts brillent au soleil : voix secondaires
- 1972 : Les Cowboys : le révérend Weems (Lonny Chapman)
- 1973 : L'Homme des hautes plaines : Morgan Allen (Jack Ging)

### Films d'animation
- 1954[n 2] : L'Antilope d'or : l'homme de mahârâjâ (2e doublage)
- 1971[n 3] : L'Île au trésor : M. Trelawney et Ben Gunn (1er doublage)
- 1973[n 4] : Captif en Mer[4] : la vieille femme, M. Rak, le révérand, le soldat anglais, Robin MacGregor et Torance
- 1975[n 5] : Le petit phoque blanc[5] : la baleine et voix additionnelles
- 1975 : Le Dernier des Mohicans : Uncas
- 1977[n 6] : Voyage au centre de la terre : voix d'ambiances
- 1978[n 6] : Mam'zelle Tom Pouce[6] : le fils Crapaud
- 1978 : Prince Noir : le duc
- 1978[n 5] : Puff, le dragon magique[7] : le 2e professeur et un pirate
- 1979[n 7] : Le prince Nezha triomphe du roi Dragon : le souverain et Ao Bling
- 1979[n 5] : Puff, le dragon magique au pays des mensonges[8] : l'huissier
- 1980[n 8] : La Forêt enchantée : l'esprit d'avril
- 1982[n 9] : Albator 84, le film : le chef terrien (1er voix)
- 1983 : Les Grandes Espérances : voix additionnelles
- 1983 : Sherlock Holmes : La Vallée de la peur[9] : le médecin
- 1983 : Sherlock Holmes : Le Signe des quatre[10] : l'indien
- 1983 : Sherlock Holmes : Une étude en rouge[11] : l'auxiliaire de police, le cocher et un guichetier
- 1983[n 10] : David Copperfield : Uriah Heep
- 1985[n 11] : L'Homme au masque de fer : Ponthos et un marin

### Télévision

#### Téléfilm
- 1976 : L'Enfant bulle : Buzz Aldrin

#### Téléfilms d'animation
- 1978[n 5] : Le Prince du soleil : Magnézium et le narrateur
- 1979[n 5] : Les Misérables : l'accusé

#### Séries télévisées
- 1971-1979[n 12] : Super Bug : voix additionnelles
- 1975-1980 : La Petite Maison dans la prairie : le révérand Robert Alden (Dabbs Greer) (2e voix)
- 1975[n 5] : Ante : voix additionnelles
- 1976[n 12] : Le fantôme rebelle[12] : voix additionnelles
- 1977 : Le Petit Vic[13] : voix additionnelles
- 1978 : San Ku Kaï : Stressos[Qui ?], Alguor[Qui ?] et Gorgone[Qui ?]
- 1978[n 5] : La révolte Irlandaise[14] : le narrateur[Qui ?]
- 1979 : Les survivants de l'ombre[15] : voix additionnelles
- 1981 : Silas : le meunier[Qui ?] et voix additionnelles
- 1982-1983 : X-Or : Kojiro Aoyama (Masayuki Suzuki) (voix principale) et le professeur Korn (Toshiaki Nishizawa)
- 1985-1989 : Petite Merveille : voix additionnelles

#### Séries d'animation
- 1959[n 12] : Hector et Victor[16] : voix additionnelles
- 1959-1961 : Les Aventures de Tintin, d'après Hergé : le pilote du CN-3
- 1967[n 12] : Les Quatre fantastiques : le fantôme rouge et le robot de la planète X
- 1967[n 13] : Mightor : Korg
- 1967[n 14] : Samson et Goliath : voix additionnelles
- 1969[n 10] : Judo Boy : le père de Judo Boy, Karim et voix additionnelles
- 1969-1970[n 15] : Scooby-Doo : Scooby-Doo et Scoubidur
- 1971[n 16] : Les Jackson Five : voix additionnelles
- 1972[n 8] : Le Tour du monde en quatre-vingts jours : voix additionnelles
- 1972[n 15] : Les Osmonds Brothers[17] : voix additionnelles
- 1972[n 14] : Les Grandes Rencontres de Scooby-Doo : Scooby-Doo (2e voix)
- 1972[n 17] : Chappy : le père d'Annie
- 1972-1973 : Lassie : voix diverses
- 1973[n 13] : Mini Mini détective : M. Finkerton
- 1974[n 13] : La Vallée des dinosaures[18] : le chef de la tribu
- 1976[n 13] : Clue Club : le shérif Baggle et voix additionnelles
- 1976[n 12] : Maître du monde : Hart et le capitaine du Cormoran
- 1976-1978[n 12] : Scoubidou Show : Scooby-Doo
- 1977[n 18] : Bouba : Cooks, l'employé de M. Forestier (1er doublage)
- 1978[n 12] : Tout doux Dinky : voix additionnelles
- 1978-1979[n 12] : Capitaine Flam : Ezla Garni
- 1979[n 19] : Isabelle de Paris : le narrateur
- 1979[n 20] : Les Aventures de Scoubidou et Scrapidou : Scooby-Doo
- 1979-1980[n 21] : Lady Oscar : voix additionnelles
- 1979-1980[n 8] : Sport Billy : Willy
- 1980[n 10] : L'Oiseau bleu : l'âme du lait
- 1980[n 7] : Lone Ranger : voix additionnelles
- 1980[n 19] : Paul le pêcheur : Obéron (épisode 1 et 2), Ernest (épisode 10 et 11), Toraso (épisode 35), Maurice (épisode 36), Kentaro (épisode 40) et le père de Goro (épisode 41 et 42)
- 1980 : Rody le petit Cid : voix additionnelles
- 1980-1981[n 8] : Les Contes de Grimm : voix additionnelles
- 1980-1981[n 6] : Tom Sawyer : le shérif Collins et M. Rogers
- 1980-1982[n 22] : Les Voyages fantomatiques de Scoubidou : Scooby-Doo (1er doublage)
- 1981[n 8] : Zorro : voix additionnelles
- 1982[n 10] : L'Empire des Cinq : Azzuro et Sanguina
- 1982[n 10] : Cobra : l'homme de verre (voix de remplacement) et voix additionnelles
- 1982[n 9] : Gigi : Simbolie le cheval (épisode 16), le chef des malfrats (épisode 22) et Milo la licorne (épisode 23)
- 1982-1983[n 9] : Albator 84 : voix additionnelles
- 1982-1984[n 19] : Mes tendres années[19] : Nénuphar et Anatole, le copain d'Aldo
- 1983 : Le Tour du monde en quatre-vingts jours : voix additionnelles
- 1983-1984 : Les Maîtres de l'univers : l'ordinateur de Négator et Bélios (voix de remplacement)
- 1984 : Sherlock Holmes : David (épisode 17) et le chef de la police (épisode 18)
- 1984[n 11] : Ken le Survivant : voix diverses (épisode 47 à 49)
- 1985[n 11] : Les 13 fantômes de Scooby-Doo : Scooby-Doo, Demondo et Chair de Poule (2e voix)
- 1985[n 11] : Julie et Stéphane : voix additionnelles
- 1985-1987 : Clémentine : Malmoth et Gontrand (voix de remplacement)
- 1986 : Lazer Tag : la voix-off
- 1986-1987 : Les Petits Malins : Oscar Loutre et Monsieur Bouc
- 1986-1988[n 11] : Pitou : le capitaine Coupe-Gorge
- 1987 : Foofur : voix additionnelles
- 1988 : Scoubidou : Agence Toutou Risques : Scooby-Doo (1er voix, saison 1)
- 1988[n 17] : Borgman : le narrateur et les méchants
- 1990-1991 : Les Aventures de Robin des Bois : l'évêque Herfort (voix de remplacement)
- 1990-1993 : Sophie et Virginie : Khartouk

## Direction artistique

### Cinéma

#### Films d'animation
- 1971[n 23] : L'Île au trésor (1er doublage)
- 1973[n 24] : Captif en Mer[4]
- 1975 : Le Dernier des Mohicans
- 1976[n 25] : Maître du monde
- 1977[n 26] : Voyage au centre de la terre
- 1978 : Prince Noir
- 1978[n 26] : Mam'zelle Tom Pouce[6]
- 1980[n 27] : La Forêt enchantée
- 1981[n 28] : Le Lac des Cygnes
- 1983[n 29] : David Copperfield
- 1985[n 30] : L'Homme au masque de fer

### Télévision

#### Séries d'animation
- 1972[n 27] : Le Tour du monde en quatre-vingts jours[20]
- 1978-1980[n 31] : Lady Oscar
- 1980-1981[n 32] : Paul le pêcheur
- 1982-1984[n 32] : Mes tendres années[19]
- 1983-1985[n 31] : Alvin et les Chipmunks (saison 1 à 5)
- 1984-1987[n 30] : Ken le survivant (codirection avec Philippe Ogouz)
- 1985[n 30] : Julie et Stéphane
- 1986-1987 : Les Petits Malins